# Samalie Matovu
Samalie (sinh có tên Samalie Matovu Naiga)  là một nghệ sĩ âm nhạc từng đoạt giải thưởng, sau khi giành Diva Awards năm 2010, Nghệ sĩ mới của năm và Ca khúc của năm, và giải thưởng Pam Ca khúc của năm 2010.

## Bài hát
- Súng ống Omukwano
- Tobalaba
- Silina
- Cảm ơn bạn
- Ebirungo
- Omukisa

## Cuộc sống cá nhân
Samalie Matovu mô tả cuộc sống của cô như một bài tiểu luận. Theo Samalie Matovu mô tả bản thân là một người có thể làm tất cả các loại nhạc tùy theo xu hướng 
Là một nghệ sĩ, cô đã trở nên nổi tiếng từ ca khúc gốc Omukwano Gunyuma đã giành được một số giải thưởng.
Samalie Matovu đã biểu diễn ở một số quốc gia bao gồm Nam Phi, Kenya và Uganda tại Trung tâm thờ cúng tự do quốc tế  - một nhà thờ do Mục sư Imelda Kula Namutebi lãnh đạo 

## Giáo dục
Học tiểu học của Samalie là ở trường tiểu học Nakasero, học cấp ba Lưu trữ ngày 16 tháng 7 năm 2017 tại Wayback Machine của cô ở St Balikuddembe SSS

## Âm nhạc
1. Soundcloud: https://soundcloud.com/matovu-samalie
2. Reverbnation: https://www.reverbnation.com/musician/samaliematovu